# Carrizosa
Carrizosa ist ein Dorf und eine spanische Gemeinde (municipio) mit 1.106 Einwohnern (Stand: 2024) im Südosten der historischen Landschaft La Mancha in der Provinz Ciudad Real in der Region Kastilien-La Mancha in Zentralspanien. 

## Lage und Klima
Carrizosa liegt etwa 65 Kilometer ostsüdöstlich von Ciudad Real in einer Höhe von ca. 825 m. Das Klima ist meist trocken und warm; der spärliche Regen (ca. 522 mm/Jahr) fällt überwiegend in den Wintermonaten.

## Bevölkerungsentwicklung
| Jahr      | 1970 | 1981 | 1991 | 2001 | 2011 | 2021 |
| Einwohner | 2216 | 2021 | 1761 | 1597 | 1430 | 1177 |

Infolge der Mechanisierung der Landwirtschaft, der Aufgabe bäuerlicher Kleinbetriebe („Höfesterben“) und der dadurch ausgelösten „Landflucht“ ist die Einwohnerzahl der Kleinstadt in der zweiten Hälfte des 20. Jahrhunderts deutlich gesunken.

## Sehenswürdigkeiten
- Katharinenkirche (Iglesia de Santa Catalina)
- Marienkapelle
- Wallfahrtskirche Nuestra Señora de la Carrasca
- Rathaus

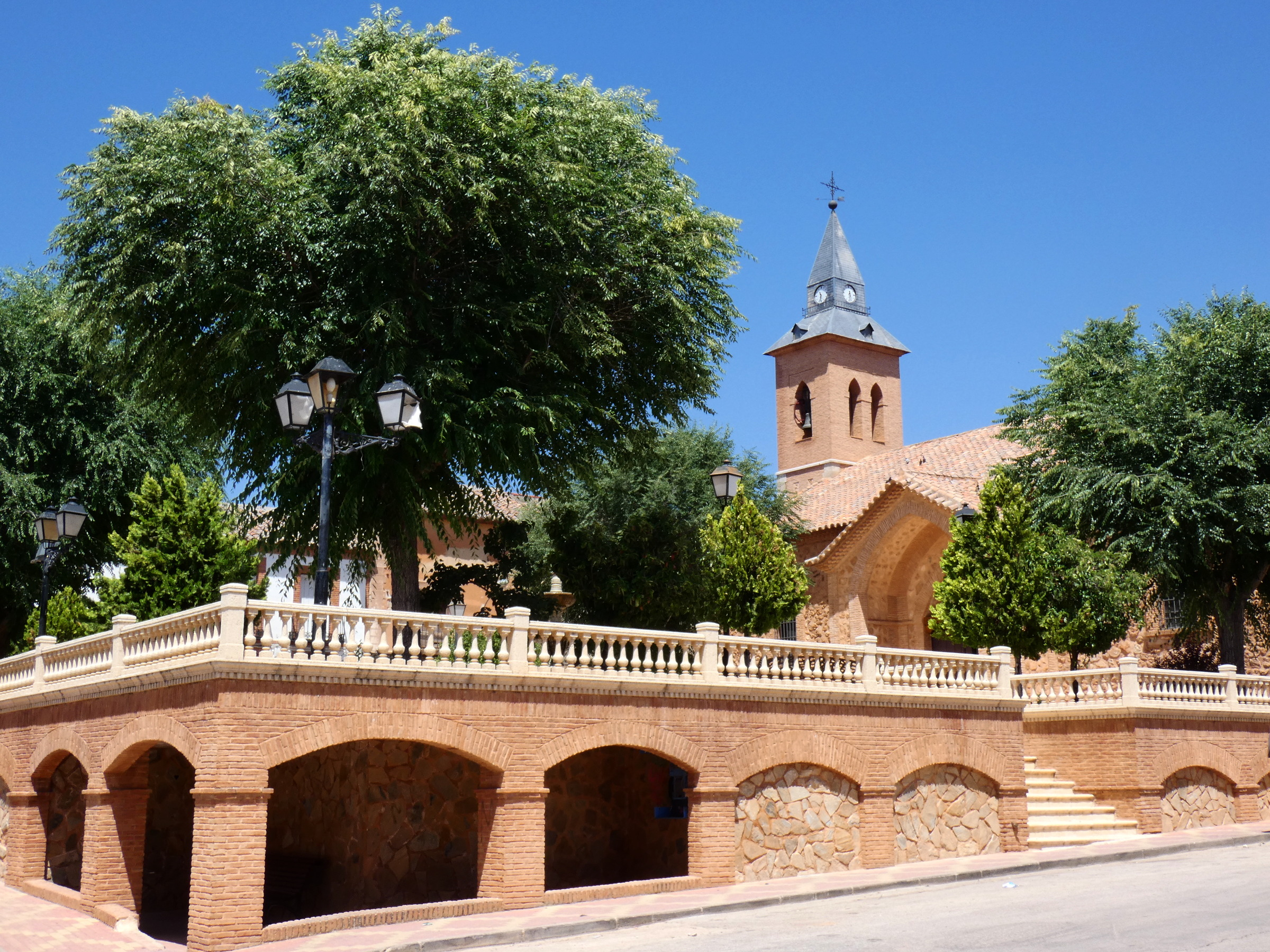
Katharinenkirche